# 劉驥 (1887年)

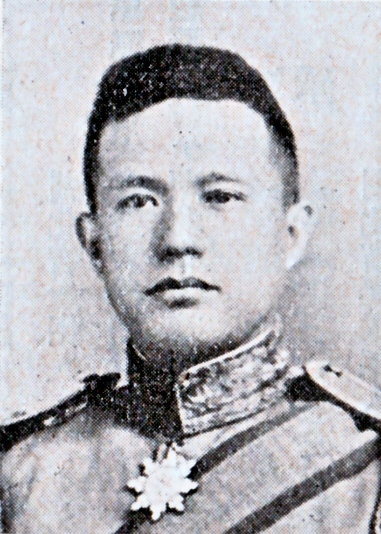

刘骥（1887年—1967年），字谷生、菊村，祖籍湖北省鍾祥縣，生於湖北省武昌府武昌縣人，中華民国軍事將領、政治人物。

## 生平

### 在馮玉祥身邊
1905年（光緒31年）他畢業於湖北高等小学堂，入學東三省陸軍講武堂。畢業後，他加入新軍，在第20鎮張紹曾手下任職。後來他被編入馮玉祥的部隊，加入馮主宰的武学研究会。
辛亥革命爆發後，他參加灤州起義。1912年（民国元年）他回武漢，任湖北都督府参謀。翌年，他入学北京陸軍大学第4期。畢業後，他任馮玉祥所率陸軍第16混成旅少校参謀。1915年（民国4年）他任北京政府臨時参政院参議。10月，他改署理察西鎮守使。
1919年（民国8年），他任馮玉祥所率陸軍第11師参謀長。翌年，他任陝西、河南的督軍署参謀長，支持馮玉祥。1921年（民国10年）他任西北邊防督辦署参謀長兼察西鎮守使。1924年（民国13年）他參加馮玉祥發動的北京政變（首都革命），国民軍成立後，他任国民軍總司令部参謀長兼京兆尹。1926年（民国15年）他作爲馮的随從訪問蘇聯。6月，他奉馮之命到廣州，和中國國民黨中央交涉馮的国民軍加入中国国民党的手續。

### 国民政府的活動
轉入国民政府後的1927年（民国16年）1月，劉驥任湖北省政務委員会委員、中央政治委員会武漢分会委員。3月，他任武漢国民政府軍事委員会陸軍處處長。同月，他任馮玉祥駐武漢国民政府全權正代表（副代表為李鳴鐘）。6月，他任第2集團軍参謀長兼第30軍軍長，參加第2次北伐。
1928年（民国17年），他任国民政府軍事委員会委員。翌年5月，他任湖北省政府委員兼建設廳廳長。1930年（民国19年）他參加馮玉祥的反蒋介石戰争，任反蒋聯軍總参謀長。馮敗北後的翌年9月，他任軍事参議院参議。1933年（民国22年），他轉任湖北省第8区行政督察專員，9個月後辞任歸郷。
抗日戰争爆發之際，他復歸，歷任第三戰区司令部参謀處長、第六戰区参謀長。1938年末，他任職四川省。1941年（民国30年）他因眼病而引退。中華人民共和国建国後，他留在大陸，加入中国国民党革命委員会（民革）。此後他歷任武漢市人民政府参事室参事、民革武漢市委員会員、南京市人民政府参事室参事。
1967年他病逝，享年81嵗。